# Sálih Humajdí
Sálih al-Humajdí (* 1974) je bývalý jemenský zápasník – judista.

## Sportovní kariéra
V roce 1992 byl členem judistického týmu, který poslal nově sjednocený Jemen k účasti na olympijské hry v Barceloně. V Barceloně prohrál v úvodním kole superlehké váhové kategorie do 60 kg s Francouzem Philippem Pradayrolem na ippon technikou uči-mata. Další významné judistické soutěže se neúčastnil.